# Empate
Um empate ocorre em um esporte competitivo quando os resultados são idênticos ou inconclusivos. Empates são possíveis em alguns, mas não em todos os esportes e jogos. Um resultado assim, às vezes chamado de impasse, também pode ocorrer em outras áreas da vida, como política, negócios e onde houver diferentes facções em relação a um assunto.

## Resolvendo empates
Em casos em que um vencedor precisa ser determinado, vários métodos são comumente usados. Em diversos esportes:
- Alguma outra medida pode ser utilizada, como a diferença agregada de pontos.
- Uma partida pode prosseguir em tempo extra. Para garantir um resultado rápido, alguma forma de morte súbita pode se aplicar.
- Em alguns esportes, pode ocorrer uma disputa de pênaltis.
- Uma revanche pode ocorrer em data posterior, especialmente se for necessária a seleção de um vencedor (em uma final).
- O resultado pode ser decidido por sorte (por exemplo, um cara ou coroa) quando não há método objetivo restante para determinar um resultado.

As regras que regem a resolução de empates em partidas raramente são uniformes em todo um esporte, sendo geralmente especificadas pelas regras da competição.

### Política
Em outras áreas, como em uma votação, pode haver um método para desempatar. Ter um número ímpar de eleitores é uma solução — após a eleição do Doge de Veneza por um comitê de 40 membros ter ficado empatada, o número de eleitores aumentou para 41 — mas isso pode não funcionar sempre, por exemplo, se um membro estiver ausente ou se abstiver, ou se houver mais de dois candidatos. Em muitos casos, um membro de uma assembleia pode, por convenção, normalmente não votar, mas exercer um voto de minerva em caso de empate. Às vezes, algum método de escolha aleatória, como cara ou coroa, pode ser utilizado, mesmo em uma votação formal.
Em alguns corpos legislativos, um voto de minerva só pode ser exercido de acordo com regras estritas ou convenções constitucionais.

## Exemplos de jogos de dois jogadores

### Xadrez
O xadrez tem cinco maneiras de acabar ou atingir um empate com o oponente: afogamento, acordo entre os jogadores, a regra dos cinquenta lances (e sua extensão, a regra dos setenta e cinco lances), três repetições de posição (e sua extensão, cinco repetições) ou quando nenhum dos lados tem material suficiente para dar xeque-mate. Em jogos de alto nível, cerca de metade das partidas termina em empate.

### Boxe
Quando uma luta termina com o número máximo de rounds especificados e os juízes atribuem o mesmo número de pontos a ambos os boxeadores, ou se houver três juízes (como de costume) e um atribuir a luta a um boxeador, outro atribuir ao boxeador adversário e o terceiro marcar empate (empate dividido), a luta é declarada empate. O confronto também é pontuado como empate se dois de três juízes pontuarem empate e o terceiro não (um empate majoritário). Empates são relativamente raros no boxe: certos sistemas de pontuação tornam impossível que um juiz atribua pontos iguais para uma luta. Se uma luta por título termina em empate, o campeão geralmente mantém o título.
Se houver um empate em uma luta de quartas de final ou semifinal de um torneio, realiza-se um round de desempate.

### Sumô
No sumô profissional, empates costumavam ser frequentes, mas não são mais usados em nenhuma situação. Em situações que resultariam em empates (como resultados muito próximos, exaustão ou lesão), atualmente a questão é resolvida com lutas imediatas de desempate, intervalos temporários ou desistência.

### Tênis
Na maioria das partidas profissionais de tênis, aplica-se uma regra de tiebreak em cada set para evitar jogos muito longos, algo que acontece com frequência se a regra tradicional de vencer o set por diferença de dois games é seguida. Quando os jogadores chegam a 6–iguais em um set, em vez de continuar até que um oponente abra diferença de dois games, joga-se um game especial para decidir o vencedor do set; o vencedor é o primeiro a chegar a pelo menos sete pontos com dois de vantagem sobre o oponente. Isso, no entanto, não se aplicava ao set final dos jogos em Roland-Garros, permitindo um número virtualmente ilimitado de games em uma partida (por exemplo, o set final do Jogo Isner–Mahut no Torneio de Wimbledon de 2010 só terminou quando John Isner venceu Nicolas Mahut por 70–68). O Aberto da Austrália e o Torneio de Wimbledon não usavam desempate no set final até 2018, mas começaram a usar a partir de 2019 (no caso de Wimbledon, o desempate no set final ocorria após 24 games no set decisivo, de 2019 até 2021).
Desde 2022, todos os torneios de Grand Slam, incluindo as Olimpíadas em 2024, agora usam um tiebreak de 10 pontos no set final, com diferença mínima de 2 pontos. Se o tiebreak que decide a partida ficar em 9–iguais, quem fizer dois pontos consecutivos vence.

### Videogames
Em jogos de luta, ocorre um empate quando ambos os jogadores terminam a partida por um double KO; ou via tempo esgotado, com a mesma porcentagem da barra de vida. Por exemplo, em alguns desses jogos, como Street Fighter e Tekken, são necessários dois rounds para vencer a luta, e se, após o terceiro round, o placar estiver empatado em 1–1, os jogadores devem lutar de novo em um round extra. Se este round extra terminar empatado, o jogo termina para ambos os jogadores. Em Mortal Kombat, se um round terminar quando o tempo se esgotar e ambos os jogadores tiverem a barra de vida completa, o jogo termina para ambos, pois, devido à jogabilidade de Mortal Kombat (em que todo golpe comum causa dano de bloqueio), é virtualmente impossível que um round acabe empatado, significando que os jogadores não estavam jogando de forma real. Na série Super Smash Bros., se dois ou mais jogadores tiverem vidas ou pontos iguais ao fim de uma partida, inicia-se um período de morte súbita, com cada lutador a 300% de dano, o que torna possível que um único golpe decida a luta. Isso também acontece na série Virtua Fighter e em X-Men: Children of the Atom. Em SNK vs. Capcom: The Match of the Millennium, um empate dá o round a ambos os lados, mas favorece a CPU se for o round decisivo, ou seja, o jogador ainda perde e tem que recomeçar a fase, mesmo tendo empatado tecnicamente.

## Exemplos de jogos multijogador

### Futebol
Se ambos os lados marcarem o mesmo número de gols no tempo regulamentar (90 minutos), o jogo normalmente é contado como empate. Em jogos de eliminação, nos quais um vencedor deve ser determinado para avançar à próxima fase, são jogados dois tempos de prorrogação (tempo extra). Se o placar permanecer empatado após esse tempo, tecnicamente a partida continua empatada; no entanto, uma disputa de pênaltis é utilizada para determinar quem avançará no torneio. Em algumas competições, o tempo extra pode ser ignorado e a partida vai direto para os pênaltis após os 90 minutos de empate.
Em disputas de partidas de ida e volta em que se deve determinar um vencedor ao final do segundo jogo, pode-se aplicar a regra do gol fora de casa se o placar agregado estiver empatado; a regra dá a vitória ao time que tiver marcado mais gols no campo do adversário. Em geral, essa regra pode ser invocada tanto para evitar a prorrogação quanto após a prorrogação, para evitar a disputa de pênaltis. Todas as competições de clubes da UEFA usavam a regra do gol fora até 2021; em contraste, as competições da CONMEBOL não a utilizavam até 2005, mas também deixaram de utilizá-la desde 2022. A Major League Soccer — primeira divisão nos Estados Unidos e Canadá — não adotou a regra do gol fora até 2014.

### Futebol de regras australianas
Empates no futebol de regras australianas acontecem em média duas vezes por temporada (na forma atual do calendário). Se ocorrer um empate durante a temporada regular, o resultado permanece como empate e cada time recebe pontos de classificação equivalentes à metade de uma vitória (dois pontos, ou um em competições da Austrália do Sul).
Tradicionalmente, quando ocorre um empate durante uma partida de mata-mata, a partida seria rejogada na semana seguinte, mas a Australian Football League introduziu prorrogação (exceto para a Grande Final da AFL) em 1991, depois das dificuldades logísticas decorrentes do Qualifying Final de 1990 entre Collingwood e West Coast, e introduziu prorrogação na Grande Final em 2016.
Quando utilizada, a prorrogação normalmente consiste em dois períodos, cada um de três minutos (além do tempo de compensação, se aplicável), e o vencedor é o time que estiver na frente após esses períodos; se o placar permanecer empatado ao final da prorrogação, o processo é repetido, com períodos adicionais de três minutos até que haja um vencedor.

### Beisebol
Empates são relativamente raros no beisebol, pois a prática desde os primórdios do jogo é jogar entradas extras até que um dos lados tenha vantagem após igual número de entradas. Ainda assim, um jogo pode ser declarado empatado em algumas situações, normalmente quando os dois times já usaram todos os arremessadores disponíveis. Ou se o jogo for interrompido por mau tempo depois de entradas suficientes para se tornar oficial.
Em alguns jogos amadores e internacionais, usa-se um sistema de desempate que agiliza as entradas extras: após um certo número de entradas extras (geralmente 3 ou 4, dependendo do organizador antes do torneio), a entrada começa com dois corredores (na 1ª e 2ª base).

### Basquetebol
Empates são relativamente incomuns no basquetebol devido à alta pontuação do jogo: se o placar estiver empatado ao final do tempo regulamentar, jogam-se quantos períodos de prorrogação forem necessários até que um lado tenha mais pontos.

### Críquete
O críquete distingue entre tie (empate) e draw (jogo inconclusivo):
- Um tie (empate) ocorre quando cada time faz exatamente o mesmo número de corridas após suas innings designadas, todas concluídas. Isso é muito raro em Test cricket (aconteceu apenas duas vezes na história), embora seja mais comum em first-class cricket e em partidas de overs limitados. Em algumas formas de críquete de overs limitados, como Twenty20, utiliza-se o Super Over ou um bowl-out como critério de desempate.
- Um draw (inconclusivo) ocorre quando o tempo designado para o jogo se esgota antes que os times tenham concluído suas entradas. Isso é relativamente comum, ocorrendo em 20–30% dos Test Matches. Um time sem muitas chances de vitória pode tentar "cozinhar" o jogo até o tempo acabar, resultando em um draw. Em partidas de overs limitados, não há draws, embora possam ocorrer jogos sem resultado se interrompidos por mau tempo ou outros fatores.

### Pôquer de torneio
Empates raramente ocorrem, pois eliminações simultâneas costumam ser classificadas pelos valores de fichas (chip counts). No entanto, se dois ou mais jogadores forem eliminados na mesma mão tendo exatamente a mesma quantidade de fichas, eles empatarão oficialmente na classificação. É impossível que um torneio de pôquer acabe empatado (pois um jogador deve ficar com todas as fichas), mas vários jogadores podem empatar em segundo (ou posições mais baixas).

### Esportes de corrida
Em esportes de corrida, se os competidores terminarem simultaneamente e nenhuma tecnologia (como photo finish) conseguir distingui-los, considera-se um "dead heat" (empate técnico), geralmente com os competidores dividindo a colocação.

#### Esporte a motor
Empates em corridas de esporte a motor são praticamente inexistentes. Quase todos os veículos modernos usam transponders eletrônicos que registram o tempo com precisão de milésimos de segundo. Entretanto, utiliza-se photo finish na linha de chegada, e se ainda assim não houver diferença, pode declarar-se empate. A corrida Firecracker 400 de 1974 é o único caso de empate em posição na era moderna da NASCAR: Cale Yarborough e Buddy Baker empataram em terceiro lugar após 160 voltas. No Grande Prêmio dos Estados Unidos de 2002, na Fórmula 1, Michael Schumacher tentou empatar com seu companheiro de equipe Rubens Barrichello, mas "falhou por pouco", segundo suas próprias palavras, terminando 0,011 segundo atrás. Os regulamentos esportivos de F1 preveem que, em caso de empate, pontos e prêmios sejam somados e divididos igualmente.
Em corridas de motovelocidade, evita-se empate usando o melhor tempo de volta como critério de desempate. Essa regra deu a Héctor Faubel a vitória na categoria 125cc do Grande Prêmio da Alemanha de Motociclismo de 2011 após um photo finish não conseguir distingui-lo de Johann Zarco.

### Liga de rúgbi
Na principal competição de rúgbi league da Australásia, a National Rugby League, empates são possíveis, mas antes passa-se para a golden point (morte súbita). A golden point também se aplica à série State of Origin e aos jogos do Four Nations. No rúgbi league no Reino Unido, partidas que terminam empatadas ao final dos 80 minutos dão um ponto a cada time na classificação.

### Rúgbi de união
Empates são incomuns no rúgbi de união devido às diversas maneiras de pontuar e valores diferentes para cada forma de pontuação. Empates são permitidos e valem na fase de pontos corridos. Nos playoffs da Copa do Mundo de Rugby, jogam-se dois tempos de 10 minutos de prorrogação se houver empate no tempo normal. Se o empate persistir, joga-se um tempo de 10 minutos em morte súbita, no qual qualquer pontuação encerra o jogo. Se ainda houver empate, faz-se uma disputa de chutes ao gol (cinco jogadores de cada lado). Em certas competições de mata-mata, caso o placar permaneça empatado ao final, o desempate pode ser feito pelo número de tries marcados.